# Bomwali
Bomwali (auch Bomali, Boumoali, Bumali, Lino und Sangasanga) ist eine Bantusprache und wird von circa 39.300 Menschen in der Republik Kongo und in Kamerun gesprochen. 
Sie ist in der Republik Kongo in der Region Sangha mit circa 33.200 Sprechern (Zensus 2002) und in Kamerun im Département Boumba-et-Ngoko in der Region Est mit circa 6100 Sprechern (Zensus 2000) verbreitet. 

## Klassifikation
Bomwali ist eine Nordwest-Bantusprache und gehört zur Makaa-Njem-Gruppe, die als Guthrie-Zone A80 klassifiziert wird. 